# Hüllkörper

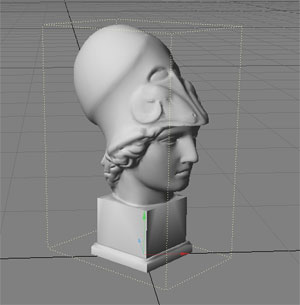
Ein dreidimensionaler Körper und der entsprechende quaderförmige Hüllkörper (weiße dünne Linien)

Ein Hüllkörper (englisch bounding volume) ist in der algorithmischen Geometrie ein einfacher geometrischer Körper, der ein komplexes dreidimensionales Objekt oder einen komplexen Körper umschließt.

## Anwendungen und Varianten
Hüllkörper werden vor allem zur Beschleunigung von Algorithmen der algorithmischen Geometrie oder Computergrafik, etwa beim Raytracing, verwendet. Sie werden oft auch hierarchisch strukturiert (Bounding Volumes umschließen andere Bounding Volumes), um die Effizienz zusätzlich zu steigern. In Computerspielen finden sie als Hitbox Anwendung, um die Kollisionserkennung zu vereinfachen.
Folgende Hüllkörper sind gebräuchlich:
- Kugeln (Bounding Spheres). Diese Art von Hüllkörpern ist besonders bei der Kollisionserkennung verbreitet, da sich Kollisionen mit Kugeln sehr leicht berechnen lassen.

- Quader oder Würfel (Bounding Boxes). Quaderförmige Hüllkörper umschreiben Objekte oft genauer als Kugeln und sind deshalb in einigen Anwendungen wie Raytracing von Vorteil. Über Bounding Volume Hierarchies (BVH) kann das Raytracing beschleunigt werden[1]. Beliebig orientierte Quader werden auch als Oriented Bounding Boxes (OBB), an den Achsen ausgerichtete Quader als Axis-Aligned Bounding Boxes (AABB) bezeichnet. AABBs werden üblicherweise durch zwei Punkte definiert, die die Position der Ecken auf beiden Seiten einer Quaderdiagonalen angeben. Eine zweidimensionale Bounding Box wird als minimal umgebendes Rechteck bezeichnet.

- k-DOP oder k-Discretely Oriented Polytopes genannt. Im Gegensatz zu OBBs erlauben k-DOP's mehrere Beschränkungsflächen, wodurch sie Objekte besser (enger) einschließen können. Diese Beschränkungsflächen müssen immer paarweise parallel zueinander sein, so dass ein k-DOP auch als Schnittmenge von k Slabs betrachtet werden kann. Der Überlappungstest (Schnitttest) zweier k-DOPs lässt sich in Zeit {\displaystyle O(k)} durchführen.[2]